# 우즈베크 소비에트 사회주의 공화국의 국장

우즈베크 소비에트 사회주의 공화국의 국장

우즈베크 소비에트 사회주의 공화국의 국장은 1937년 2월 14일에 제정되어 1992년까지 사용되었다.
국장 가운데에는 떠오르는 금색 태양의 햇살 바탕에 은색 낫과 망치가 그려져 있다. 낫과 망치 아래쪽에는 소비에트 중앙아시아의 지도가 그려져 있으며, 국장 위쪽에는 빨간색 별이 그려져 있다.
국장 왼쪽에는 목화가 장식되어 있으며, 국장 오른쪽에는 밀 이삭이 장식되어 있다. 국장 아래쪽에는 빨간색 리본이 목화와 밀 이삭을 묶고 있으며, 빨간색 리본 가운데에는 우즈베크 소비에트 사회주의 공화국의 우즈베크어 약칭인 "Ўз. С.С.Р."가 쓰여져 있다.
리본 양쪽에는 소련의 나라 표어인 "만국의 노동자여, 단결하라!"라는 문구가 쓰여져 있는데, 왼쪽에는 러시아어("Пролетарии всех стран, соединяйтесь!")로, 오른쪽에는 우즈베크어("Бутун дунё пролетарлари, бирлашингиз!")로 쓰여져 있다.

우즈베크 소비에트 사회주의 공화국의 국장 (1929년-1937년)
우즈베크 소비에트 사회주의 공화국의 국장 (1947년)

## 같이 보기
- 소련의 국장
- 우즈베키스탄의 국장